# Contraband
Contraband — дебютный альбом хард-рок-группы Velvet Revolver, выпущенный 8 июня 2004 года лейблом RCA Records. Он дебютировал на 1 месте в американском Billboard 200 и был сертифицирован 2×мульти-платиновым в США.

## Список композиций
Слова и музыка всех песен — Velvet Revolver, кроме «Dirty Little Thing» — Velvet Revolver при участии Кита Нельсона.
| №   | Название             | Длительность |
| --- | -------------------- | ------------ |
| 1.  | «Sucker Train Blues» | 4:28         |
| 2.  | «Do It for the Kids» | 3:56         |
| 3.  | «Big Machine»        | 4:26         |
| 4.  | «Illegal i Song»     | 4:18         |
| 5.  | «Spectacle»          | 3:42         |
| 6.  | «Fall to Pieces»     | 4:35         |
| 7.  | «Headspace»          | 3:43         |
| 8.  | «Superhuman»         | 4:16         |
| 9.  | «Set Me Free»        | 4:08         |
| 10. | «You Got No Right»   | 5:35         |
| 11. | «Slither»            | 4:08         |
| 12. | «Dirty Little Thing» | 3:58         |
| 13. | «Loving the Alien»   | 5:49         |

| №   | Название                                             | Автор(ы)                                      | Длительность |
| --- | ---------------------------------------------------- | --------------------------------------------- | ------------ |
| 14. | «Bodies» (концертная кавер-версия песни Sex Pistols) | Джонни Роттен, Стив Джонс, Сид Вишес, Пол Кук |              |

| №  | Название                                         | Автор(ы)                 | Длительность |
| -- | ------------------------------------------------ | ------------------------ | ------------ |
| 1. | «Surrender» (кавер-версия песни Cheap Trick)     | Рик Нильсен              | 4:25         |
| 2. | «No More No More» (кавер-версия песни Aerosmith) | Стивен Тайлер, Джо Перри | 5:39         |
| 3. | «Fall to Pieces» (Акустическая версия)           | Скотт Уайланд            | 4:09         |
| 4. | «Slither» (музыкальный клип)                     | Velvet Revolver          | 4:11         |
| 5. | «Fall to Pieces» (музыкальный клип)              | Velvet Revolver          | 4:34         |
| 6. | «Dirty Little Thing» (музыкальный клип)          | Velvet Revolver          | 3:58         |

| №  | Название                                         | Автор(ы)                 | Длительность |
| -- | ------------------------------------------------ | ------------------------ | ------------ |
| 1. | «Surrender» (кавер-версия песни Cheap Trick)     | Рик Нильсен              | 4:25         |
| 2. | «No More No More» (кавер-версия песни Aerosmith) | Стивен Тайлер, Джо Перри | 5:39         |
| 3. | «Negative Creep» (кавер-версия песни Nirvana)    | Курт Кобейн              | 6:49         |
| 4. | «Slither» (музыкальный клип)                     | Velvet Revolver          | 4:11         |
| 5. | «Fall to Pieces» (музыкальный клип)              | Velvet Revolver          | 4:34         |

## Чарты
Альбом — Billboard (Северная Америка)
| Год  | Чарт                        | Позиция |
| ---- | --------------------------- | ------- |
| 2004 | США (Billboard 200)         | 1       |
| 2004 | Канада (RPM Top Albums/CDs) | 1       |
| 2004 | Top Internet Albums         | 1       |

Синглы — Billboard (Северная Америка)
| Год  | Сингл                | Чарт                   | Позиция |
| ---- | -------------------- | ---------------------- | ------- |
| 2004 | «Slither»            | Mainstream Rock Tracks | 1       |
| 2004 | «Slither»            | Modern Rock Tracks     | 1       |
| 2004 | «Slither»            | Billboard Hot 100      | 56      |
| 2004 | «Fall to Pieces»     | Mainstream Rock Tracks | 1       |
| 2004 | «Fall to Pieces»     | Modern Rock Tracks     | 2       |
| 2004 | «Fall to Pieces»     | Billboard Hot 100      | 67      |
| 2004 | «Dirty Little Thing» | Mainstream Rock Tracks | 8       |
| 2005 | «Dirty Little Thing» | Modern Rock Tracks     | 18      |
| 2005 | «Fall to Pieces»     | Adult Top 40           | 25      |